# Curé
Pour l’article ayant un titre homophone, voir Curée.
Pour les articles homonymes, voir Curé (homonymie).

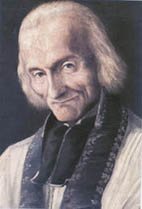
Saint Jean-Marie Vianney, dit le saint Curé d'Ars, déclaré « patron des curés de l'univers », par décret du pape Pie XI (1929).

Le curé est un prêtre catholique qui est chargé de la cure, c'est-à-dire qu'il a « charge d'âmes » d'une paroisse (en latin : cura animarum). Il est nommé par un évêque, dont il est le représentant et le délégué dans la paroisse.
Les autres prêtres qui l'assistent sont nommés vicaires, ou prêtres habitués.

## Présentation

### Délégation de fonctions épiscopales
Initialement, c'est l’évêque qui exerçait la responsabilité pastorale d’une paroisse, avec l’assistance et le conseil de l’assemblée des prêtres qui était qualifiée de presbytarium. Progressivement, l’extension des diocèses a amené leur fractionnement en plusieurs entités qu'on appelle aujourd'hui des paroisses. Ainsi, les principaux prêtres, se sont vus confier la responsabilité (cura) pastorale d’une paroisse, en vertu d’une délégation d'une partie des pouvoirs épiscopaux.
Attention aux faux-amis : en anglais, vicar désigne celui qui a la charge d'une paroisse, et curates les prêtres qui l'assistent éventuellement. 

### Cura animarum: charge des âmes
Le mot curé vient du latin curatus animarum : « chargé des âmes » des paroissiens car son rôle c'est de prendre grand soin des âmes, d'en avoir « cure ». 
Le curé, assisté par ses vicaires, occupait une place centrale et jouait un rôle essentiel dans les paroisses sous l'Ancien Régime et dans une moindre mesure au XIXe siècle.
Le curé célèbre la messe, les enterrements, les mariages et les baptêmes.

### Rôle important en France jusqu'à la révolution française
En janvier 1789, Louis XVI l'atteste lui-même ; il invite tous les curés du royaume à participer à la hauteur de leur rôle aux États généraux prévus pour le 1er mai suivant. Ainsi ordonne-t-il aux gouverneurs et agents chargés de l'exécution des lettres de convocation de veiller particulièrement à remplir leur office « en appelant aux assemblées du clergé tous les bons et utiles pasteurs qui s'occupent de près et journellement de l'indigence et de l'assistance du peuple, et qui connaissent plus intimement ses maux et ses appréhensions. » Dérogeant même à son souci de simplification, le pouvoir royal les considère si indispensables qu'il les autorise à « donner leur suffrage par procuration » s'ils n'ont point de vicaires et s'ils sont à plus de deux lieues du lieu de l'assemblée (art. 14 du Règlement royal du 24 décembre 1788).

### France: régime concordataire (1801): un curé par canton
À partir du Concordat de 1801 un seul curé subsiste dans la paroisse principale de chaque canton, nommé par l'évêque du diocèse, mais devant recevoir l'agrément de l'état (via le préfet) ; les prêtres à la tête des autres paroisses (églises dites succursales) sont des desservants, nommés librement par l'évêque. Ces desservants n'étaient pas canoniquement curés et ne recevaient aucune rémunération de l'État.
L'article 9 du Concordat décrète que « les évêques doivent faire une nouvelle organisation des paroisses dans leurs diocèses, qui n'entrera en vigueur qu'après avoir obtenu le consentement du gouvernement ». L'article 10 ajoute:  « Les évêques feront les nominations aux paroisses; ils ne choisiront que les personnes approuvées par le gouvernement ». Enfin l'article 14 prévoit « un salaire convenable pour les évêques et les curés » payé par l'État. Ces dispositions restèrent en vigueur jusqu'à la Loi de séparation des Églises et de l'État de 1905.

### France: Loi de séparation des Églises et de l’État (1905): un curé par paroisse
Au XXe siècle, après la loi de séparation des Églises et de l'État, chaque paroisse a été pourvue d'un curé, celui de la paroisse correspondant au chef-lieu du doyenné (généralement la paroisse du chef-lieu de canton) prenant le titre de curé-doyen.

## Particularismes régionaux

### Bretagne
En Bretagne, le curé peut être appelé « recteur », c'est le titre usuel donné au curé d'une paroisse. Le mot recteur, signifiant chargé de la « direction » de la paroisse, garant de la « rectitude » des conduites et des pensées des paroissiens. En breton, le respect pour son autorité était encore plus net : on disait an aotrou person, mot-à-mot le « seigneur personnage ». Les recteurs bretons se comportaient effectivement en maîtres de leur paroisse.
Sous l'Ancien Régime en Bretagne le recteur était le prêtre responsable d'une paroisse et le curé était son adjoint, son premier vicaire. Par exemple à Crozon dans les années précédant 1789 Joseph-Louis Heussaff d'Oixant était recteur, dirigeant une paroisse disposant de onze autres prêtres ; souvent absent en raison de sa charge de vicaire général à  Quimper, il laissait l'administration de la paroisse à son « curé » (en fait premier vicaire) Louis Meillard, secondé par neuf autres prêtres, vicaires ou prêtres habitués.